# Eduardo Jauralde Morgado
Eduardo Jauralde Morgado nació en 1910 y murió en 2007. Fiscal desde 1935, fue depurado tras la guerra civil española. En 1967 se le concede el ingreso en la Orden Civil de Alfonso X el Sabio. Fundador de Justicia Democrática. Vocal del Consejo General del Poder Judicial entre 1980 y 1985. Fiscal general del Tribunal Supremo. Consejero electivo de Estado. 
Fue condecorado con la gran cruz de la Orden de San Raimundo de Peñafort.
- Datos: Q5819328